# SNEB航空火箭彈

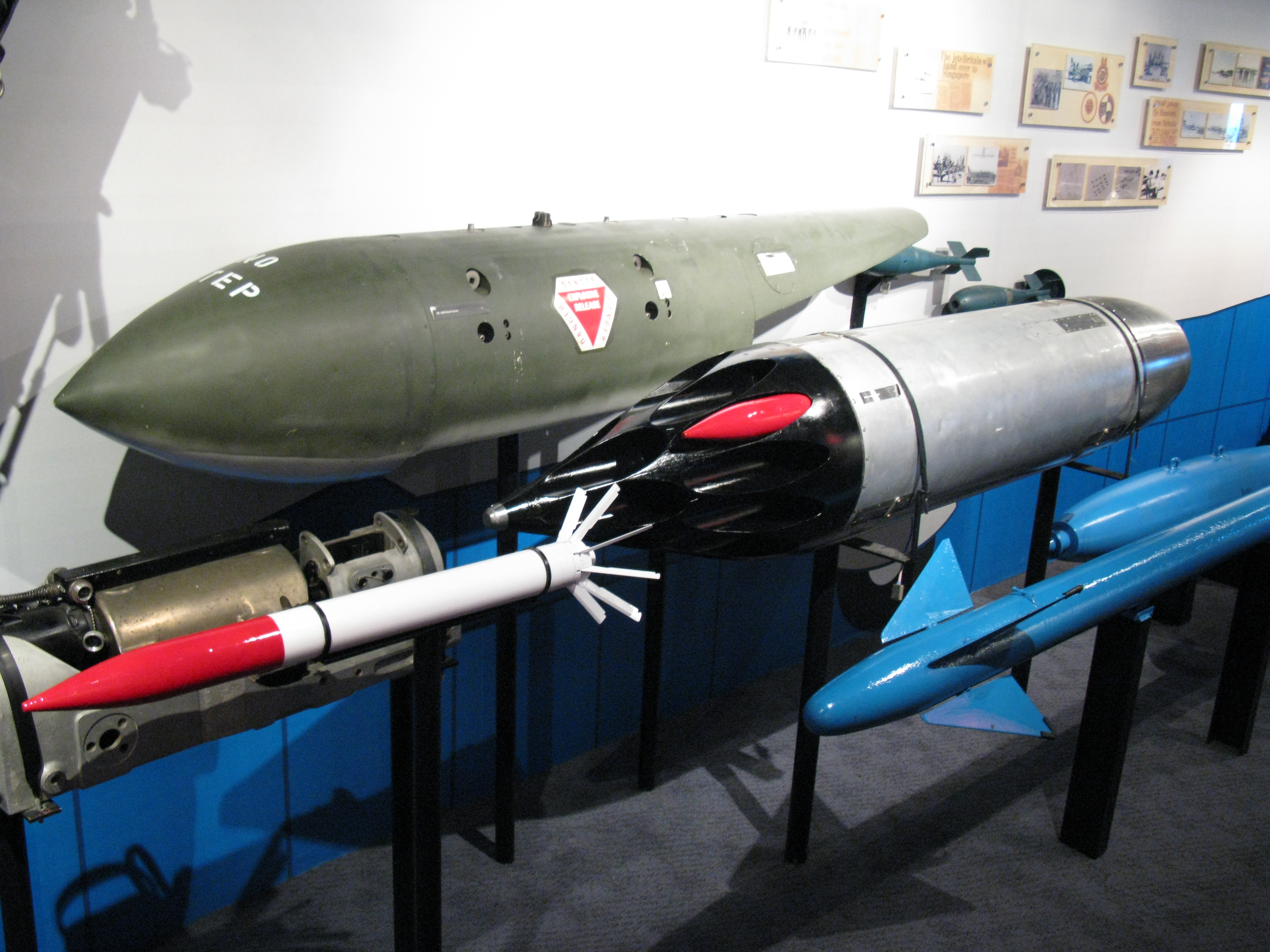
馬特拉155式SNEB航空火箭發射筴艙及其兩枚紅色彈尖的假68毫米火箭彈。

SNEB航空火箭彈（為法語：的縮寫，意為：埃德加布蘭特建立新公司生產的航空火箭彈）是一系列現由法国TDA軍備公司生產的68毫米（2.7英寸）無制導空對地火箭彈（Rocket Projectile，RP），設計用以讓战斗机和武装直升機所發射。

## 概述
除了SNEB，法國也曾研發了其他兩款、分別為37毫米（1.46英吋）和100毫米（3.94英吋）口徑的火箭彈。37毫米口徑型是第二次世界大战以後最早研發的折疊式自由飛行火箭彈之一，主要用於空對空戰鬥，並早已不再使用。而100毫米口徑則是在法國空軍和其他少數空軍當中服役。68毫米口徑是迄今為止在服役和生產數量的時間跨度當中最受歡迎的產品，甚至可與俄罗斯（前苏联）57毫米空對地火箭彈相提並論。這款軍用武器在軍事和民用出版物中通常被稱為“SNEB火箭筴艙”。除法國外，其他多個國家還依據特許生產SNEB 68毫米口徑火箭彈。在當今法國，SNEB已經改組為托馬斯-勃蘭特公司（Thomas-Brandt）。
比起其他國際設計的57毫米、70毫米、或80毫米口徑火箭彈，法國喜歡自製的68毫米口徑火箭彈。SNEB航空火箭彈由一具火箭發動機所推動，並且根據發射器上裝填的彈頭，它可用以打擊裝甲戰鬥車輛、地堡或軟目標。

## 彈頭
SNEB火箭彈可以裝填以下彈頭：
- 高爆彈（HE）
- 高爆反坦克彈（HEAT）
- 多用途破片彈
- 反人員／器材飛鏢彈
- 煙霧彈
- 照明彈
- 訓練用火箭彈

### 雷射導引型的研發
彈道修正火箭系統（法語：Systeme de Roquette A Corrections de Trajectoire，縮寫：SYROCOT）是一個在火箭的設計中導入雷射制導導引頭的計劃。它與現有的SNEB系統所兼容。這相當於用於美國九頭蛇70航空火箭彈的先進精確殺傷武器系統計劃。

## 火箭發射筴艙
法國馬特拉軍備公司生產的以下各款SNEB 68毫米火箭彈所用的火箭發射筴艙：
- 馬特拉116M式火箭發射筴艙——這是結構輕便而且裝有易碎（英语：Frangibility）的筴艙鼻錐的消耗型火箭發射發射筴艙，裝填了19枚SNEB 68毫米火箭彈，在每枚火箭彈發射之間的時間間隔為33毫秒，在一波連射中0.5秒內齊射。在所有火箭彈都耗儘以後，會自動拋棄該筴艙。[4]
- 馬特拉155式火箭發射筴艙——廣泛生產型，這是一個可重複使用的筴艙，完全由金屬所製成，裝有錐形筴艙鼻錐，並藉由該錐體發射火箭彈。裝填了18枚SNEB 68毫米火箭彈，可以在地面上預先編程以遂一發射或是就像116M式般在一波以內齊射。
- 馬特拉JL-100副油箱／火箭複合式筴艙——這種佈局獨特的筴艙將一具66美制加仑（250升）的副油箱與裝有19枚SNEB 68毫米火箭彈的火箭發射器相結合，並在前方形成具有空气动力学形狀的筴艙，可以安裝在機翼以上或機翼以下的武器掛架以上。配備了這款複合式筴艙的著名機型是沙特阿拉伯皇家空军所屬的英國電氣閃電F.53戰鬥機。[5]
- 馬特拉F1——裝填了36枚SNEB 68毫米火箭彈的火箭發射筴艙
- 馬特拉F2——裝填了6枚SNEB 68毫米火箭彈的火箭發射筴艙
- TDA LR6812——裝填了12枚SNEB 68毫米火箭彈的火箭發射筴艙
- TDA LR6822[6]——裝填了22枚SNEB 68毫米火箭彈的火箭發射筴艙

## 發射平台

### 直升機
- 貝爾UH-1H「易洛魁」多用途直升機，黎巴嫩空軍（英语：Lebanese Air Force）所屬的機型在當地進行了修改，以攜帶從無法繼續服役的霍克「獵手」战鬥機機身上取得的炸彈和馬特拉SNEB 68毫米火箭筴艙
- 法國宇航SA330「美洲狮」通用直升機
- 欧直AS332「超级美洲狮」通用直升機
- 欧直AS532「美洲狮」通用直升機
- 欧直EC725「獰貓」戰術運輸直升機
- 歐直虎式攻击直升机

### 固定翼戰機
- 阿特拉斯「獵豹」（英语：Atlas Cheetah）战斗机
- 馬基MB-326K（英语：Aermacchi MB-326）教練機
- 英國宇航海鹞战斗攻击机
- 英國宇航鹞II式战斗攻击机（英语：British Aerospace Harrier II）
- 布莱克本掠夺者攻击机
- 加拿大（英语：Canadair）軍刀戰鬥機（英语：Canadair Sabre）
- 達梭-布雷蓋超級軍旗攻擊機
- 達梭／多尼爾（英语：Dornier Flugzeugwerke）阿爾法噴氣式教練機
- 達梭軍旗4型（英语：Dassault Étendard IV）打擊戰鬥機（英语：Strike fighter）
- 達梭MD 452「幻密」（英语：Dassault Mystère）战斗轰炸機
- 達梭MD 454「幻密4型」（英语：Dassault Mystère IV）战斗轰炸機
- 達梭幻象3型戰鬥機
- 達梭幻象5型戰鬥機
- 達梭幻象F1型戰鬥機
- 達梭MD 450「暴風雨」（英语：Dassault Ouragan）战斗轰炸機
- 達梭超級幻密式战斗轰炸機
- 德哈維蘭海雌狐式戰鬥機
- 道格拉斯A-26「入侵者式」攻擊／轰炸机
- 英國電氣（英语：English Electric）坎培拉式轟炸機（英语：English Electric Canberra）
- 英國電氣閃電戰鬥機
- 飛雅特G.91戰鬥機
- 富加（英语：Fouga）CM.170「教师」教練機
- 霍克「獵手」
- 霍克西德利（英语：Hawker Siddeley）鷂式戰鬥機
- IAI「幼狮」战斗机
- 馬爾默航空（英语：Malmö Flygindustri）MFI-9（英语：Malmö MFI-9）教練機
- 麦克唐纳-道格拉斯F-4J/K/M「幽靈II」戰鬥機
- 北美航空F-86「軍刀」戰鬥機
- 歐洲戰鬥教練和戰術支援（英语：Société Européenne de Production de l'avion Ecole de Combat et d'Appui Tactique）「美洲豹」攻擊機
- 南方飞机「禿鷲」（英语：Sud Aviation Vautour）战术轰炸机

## 外部連接
- （英文）—SNEB Rocket Systems（页面存档备份，存于）
- （英文）—T.D.A. Armements SAS website
- （英文）—Jane's info on TDA SNEB 68 mm rockets
- （英文）—Jane's info on Matra rocket launchers